# Jayavarman VII
Jayavarman VII (Angkor, 1120? – Yaśodharapura, 1215?) fu sovrano dell'Impero khmer.
Figlio di Dharanindravarman II e di sua moglie Sri Jayarajacudamani, regnò sull'Impero Khmer approssimativamente dal 1181 al 1215. Non ci sono testimonianze certe sui primi trent'anni di vita. Si unì in matrimonio con Jayarajadevi e dopo la sua morte si sposò con sua cognata Indradevi. Sembra che sia il padre che entrambe le sue spose, tutti e tre di fede buddista, ebbero grossa influenza sulla sua condotta politica e spirituale. In precedenza soltanto un altro sovrano khmer, Suryavarman I, pare abbia professato il buddhismo.

## Prima parte della vita di Jayavarman VII
La storiografia tradizionale riporta che, dopo la morte del padre, anziché impegnarsi attivamente per assurgere al trono, visse un paio di decenni dell'età adulta nel territorio dei Cham, nell'attuale Vietnam centrale, forse ferito in un combattimento con i Cham, forse in esilio volontario.
Già famoso per le sue virtù militari, rientrò in patria alla notizia di una congiura interna ordita da militari contro Yasovarman II, suo cugino, che era succeduto a suo padre secondo una prassi consolidata nella dinastia Mahidharapura.
Giunse a cose fatte e parve accettare la supremazia dell'usurpatore Tribhuvanadityavarman, rimanendo in attesa della sua occasione, che arrivò una decina di anni più tardi, in occasione dell'invasione dei Cham.

## Guerra contro i Cham e assunzione del titolo di sovrano dei Khmer
Nel 1177 i Cham, nemici storici dei regni Khmer e vittime di numerose invasioni, con una mossa a sorpresa risalirono con un potente esercito il Mekong fino al Tonlé Sap e saccheggiarono la capitale Yasodharapura, nell'odierno sito di Angkor. Tribhuvanadityavarman fu ucciso e l'invasione si ripeté l'anno seguente.
Riunite diverse fazioni in un esercito di liberazione, Jayavarman nel 1181 riconquistò la capitale ed assunse la sovranità. Secondo tale datazione a quell'epoca aveva superato i 60 anni. Durante l'opera di riconquista la città venne bruciata, essendo le case comuni costruite in legno, così che Jayavarman VII dovette procedere in seguito alla rifondazione della capitale.

## Jayavarman VII grande costruttore
Una volta sovrano, tra le prime costruzioni intraprese vi fu il tempio di Ta Prohm, dedicato alla madre, sul lato meridionale del Baray orientale, attualmente prosciugato. Secondo le iscrizioni, fu consacrato nel 1186 ed alla sua gestione ordinaria prendevano parte 80000 persone.
Un secondo complesso, che sembra abbia avuto anche la funzione di centro amministrativo, è quello di Preah Khan (Spada sacra), dedicato alla memoria del padre nel 1191. Venne edificato nei pressi del bàrày Jayatataka, attualmente prosciugato, al centro del quale sorge il tempio di Neak Pean, anch'esso attribuito a questo sovrano. Seppure di modeste dimensioni, è considerato uno dei templi più belli di Angkor.
Tra le innumerevoli costruzioni attribuitegli, sia in Angkor Thom che altrove, si ricordano qui numerosi bacini artificiali (bàrày), la Terrazza degli Elefanti, la Terrazza del Re lebbroso e il Banteay Kdei.
Di religione buddhista della corrente Mahayana, per proteggere la nuova capitale Indrapattha da lui fondata, oggi conosciuta come Angkor Thom, la cinse di un muro di forma quadrata alto 8 metri e lungo 12 km (jayagiri) ancora oggi visibile, in cui si aprivano 5 enormi porte alte 20 metri, e di un ampio fossato largo più di 100 metri.
Essa ingloba parte della città precedente, come testimoniato dalla presenza entro le mura del preesistente Baphuon, che probabilmente si trovava nella zona centrale dell'antica capitale.
Al centro di Angkor Thom si trova una delle costruzioni più importanti di tutto il sito, il tempio-montagna ora noto come Bayon. Centro spirituale del regno e mausoleo del sovrano, edificato in fasi successive nella seconda metà del regno, è caratterizzato da numerose guglie (attualmente ne restano in piedi 37, ma originariamente si stima siano state 49 o 54), che riportano ai quattro lati il volto del Bodhisattva Avalokiteśvara, nell'effigie del volto del sovrano, che vi si identifica. Costruito su tre livelli, le mura dei primi due sono ornate da importanti bassorilievi che raffigurano non soltanto scene della guerra contro i Cham, compresa una battaglia navale, ma anche rappresentazioni figurative della vita quotidiana al tempo dell'impero Khmer.
Tra le molte costruzioni fuori Angkor attribuite a questo sovrano spicca per dimensioni e particolari costruttivi il complesso di Banteay Chhmar, una sessantina di km a nord di Sisophon, a una ventina di km dal confine thailandese. Dedicato da Jayavarman ad un figlio morto in guerra, il principe Indravarman, e a quattro suoi generali, si tratta di un complesso con un'estensione paragonabile a quella di Angkor Thom: il fossato esterno racchiudeva un'area di 2,2 km per 2,4 km recintata da un muro, con al centro il tempio vero e proprio, attorniato da 8 santuari periferici. Sul lato orientale presenta un baray di 1,7 km per 1 km. Data la vicinanza al confine thailandese, il tempio negli anni Novanta è stato oggetto di numerosi furti e vandalismi. Attualmente è attivo un progetto del Global Heritage Fund per la conservazione ed il restauro del sito.
Un altro imponente complesso collegato a questo sovrano si trova in una zona remota e difficile da raggiungere nella provincia di Preah Vinear, circa 100 km a est di Angkor, in quello che sembra fosse a quell'epoca un centro amministrativo e religioso secondo per importanza solo alla capitale e ad essa unito da un'importante strada lastricata. È chiamato Preah Khan (di) Kompong Svay o Prasat Bakan. Poiché da questo complesso fu sottratto il busto attualmente custodito nel Museo Nazionale di Phnom Penh, alcuni studiosi suppongono che abbia vissuto qui prima di diventare Chakravartin (Re del Mondo, secondo un rito di tradizione indiana), ovvero Imperatore Khmer.
Jayavarman VII non si limitò a costruire edifici religiosi ed amministrativi, ma ampliò la rete di strade lastricate che univa le diverse province alla capitale e, secondo l'elogio a lui tributato dal figlio, distribuì sul territorio 121 edifici per il ristoro dei viaggiatori, le Dharmasala ("Case del Fuoco") e 107 ospedali, nel chiaro intento di migliorare le condizioni di vita della popolazione.

## Jayavarman VII grande condottiero
Nei primi anni del regno, il sovrano pare si trovò a dover affrontare una serie di contrattacchi dei Cham, che risolse a suo favore invadendo il regno Champa e conquistandone la capitale Vijaya nel 1191. Tradusse ad Angkor come prigioniero il re dei Cham Jaya Indravarman IV e divise il paese in due, mettendo a capo di una parte un suo cognato e dell'altra un principe Cham che aveva combattuto come suo generale.
Sotto la sua guida, l'Impero Khmer conobbe un periodo di grande espansione, assumendo il controllo dell'odierno Laos meridionale e di parte della penisola malese e della Birmania.

## Problemi con le datazioni e versioni alternative
I dati storici disponibili sono un misto di datazioni incredibilmente precise (le iscrizioni di alcuni templi riportano il giorno esatto della loro consacrazione) e di testi ed evidenze archeologiche molto più ambigui e difficili da interpretare. Per questo motivo, molte datazioni di avvenimenti della vita di Jayavarman prima e dopo l'ascesa al trono sono oggetto di congetture e deduzioni, spesso basate su fonti di origine cinese e cham.
Ciò che si dà per verità storica accertata è che re Suryavarman II (Scudo di Sole), costruttore di Angkor Wat, morì entro i primi anni del decennio del 1150 e gli succedette re Yashovarman II, che venne spodestato da Tribhuvanadityavarman (Protetto dai Tre Soli), considerato un usurpatore. Tutti e tre questi sovrani sono menzionati in modo sufficientemente chiaro in iscrizioni Khmer.
Una minoranza di studiosi negli ultimi decenni ha sottoposto a una critica profonda la versione tradizionale, attribuibile in buona parte all'opera di studiosi francesi, tra i quali Georges Maspéro, Louis Finot, George Coedès e Bernard Philippe Groslier (in ordine approssimativamente cronologico), ritenendo che la biografia di Jayavarman anteriore all'assunzione della sovranità nel 1181 e la sua genealogia possano essere state riscritte ad arte, per giustificare a posteriori i suoi diritti sul trono, e che la qualifica del padre di Jayavarman, Dharanindravarman II, come re Khmer non sia affatto certa.
Come pure viene messo in dubbio l'andamento cronologico e il significato stesso delle guerre tra Impero Khmer e regno Champa, proponendo piuttosto che si sia trattato di una serie di guerre tra fazioni Khmer e Cham con alleanze intrecciate (come parrebbero suggerire anche alcuni bassorilievi del Bayon e la presenza di generali Cham alla guida di truppe Khmer già ai tempi di Suryavarman II).
In sostanza il periodo tra la morte di Suryavarman II e l'ascesa al potere di Jayavarman sembra essere stato un periodo di lotte interne, caratterizzato comunque dalla continuazione di una politica di espansione verso la costa vietnamita, e quindi a un peggioramento delle relazioni preesistenti con i Cham, che si ricollega al riallacciarsi di rapporti politici e commerciali con la Cina operato da Suryavarman II. Ci sono comunque pochissime iscrizioni e testimonianze Khmer riferibili a quest'epoca di circa quarant'anni.
La storiografia ufficiale propone come data dell'occupazione Cham della capitale Yasodharapura il 1177. I Cham, che avevano subito numerose invasioni dai sovrani Khmer, risalirono con un esercito il Mekong fino al Tonlé Sap, invasero e occuparono il territorio e la città di Yashodharapura. Jayavarman VII diventò re nel 1181, dopo averli ricacciati nelle loro terre. Tuttavia buona parte del sostegno a questa tesi giunge da fonti cinesi, la cui attendibilità è contestata da Michael Vickery.

## Successori ed eredità spirituale di Jayavarman VII
Jayavarman morì all'incirca nel 1215, all'avanzata età di 85-90 anni, secondo la datazione ufficiale.
Gli succedette Indravarman II, del quale non si hanno praticamente notizie. Gli vengono attribuiti gli allargamenti di alcuni templi di Jayavarman e un'iscrizione cita come data della sua morte il 1143. La mancanza di citazioni autocelebrative ha spinto David P. Chandler a ipotizzare che Indravarman potesse essere il Re Lebbroso presente nelle leggende cambogiane e in riferimenti storici successivi.
A Indravarman II succedette Jayavarman VIII, che mise fine all'epoca di tolleranza religiosa instaurata da Jayavarman e attuò un deciso ritorno all'induismo, che si esplicò anche nella distruzione di molte migliaia di statue del Buddha e dei riferimenti ai suoi predecessori buddisti.
Allorché la Cambogia divenne uno stato buddista, aderì al Buddhismo Theravada anziché alla corrente Buddhismo Mahayana seguita da Jayavarman VII.
Ancora oggi Jayavarman VII è un potente e rispettato simbolo dell'orgoglio nazionale cambogiano, sia per le conquiste militari e civili che per l'interesse dimostrato nella prosperità del suo popolo. La leggenda che lo dipinge come Buddharaja, ovvero sovrano-Buddha, che privilegia la compassione all'esercizio spietato del potere, è incarnata nelle diverse statue che lo raffigurano nella classica posizione meditativa buddhista.